# Gumperts villa

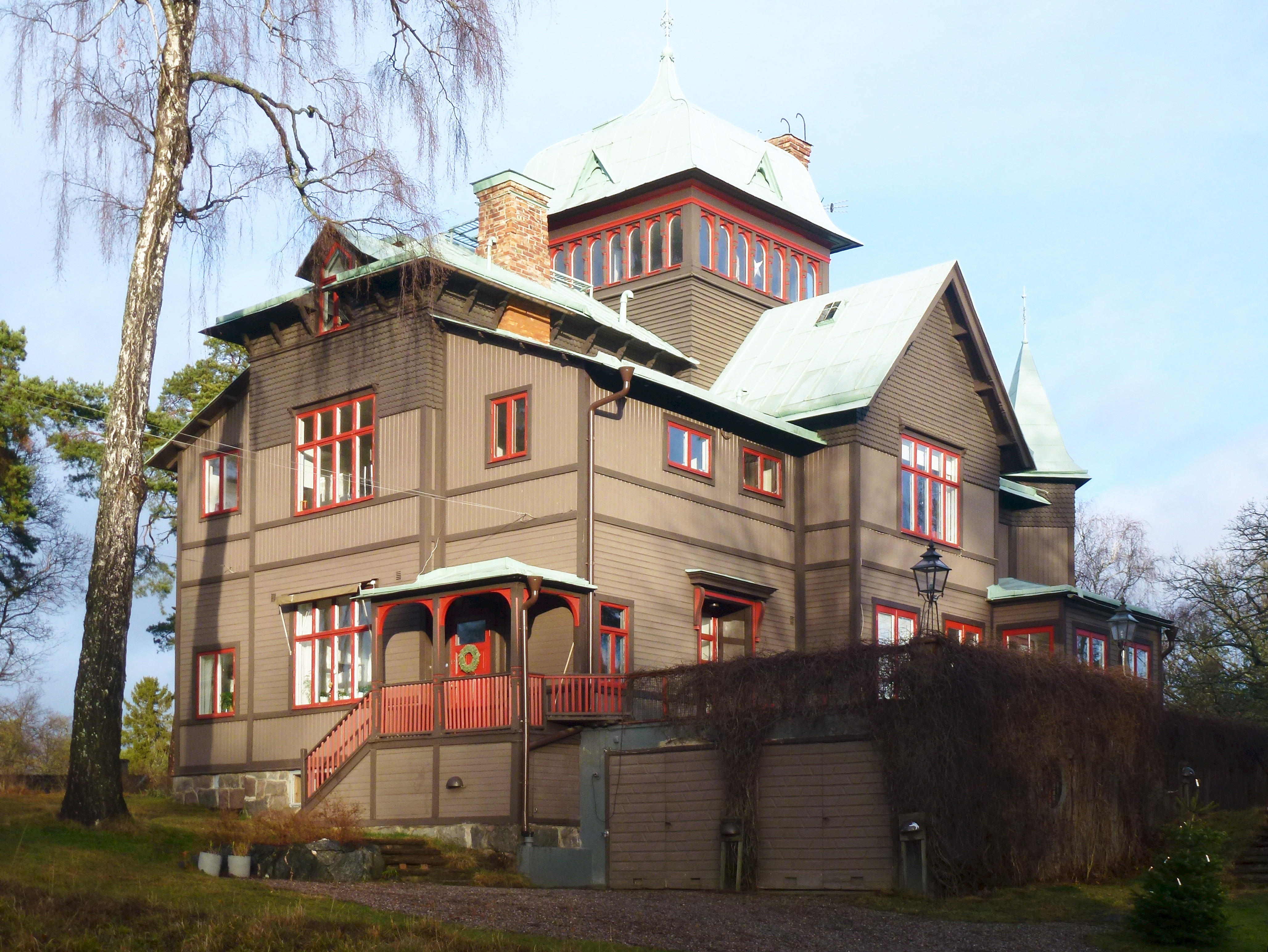
Gumperts villa i januari 2014.

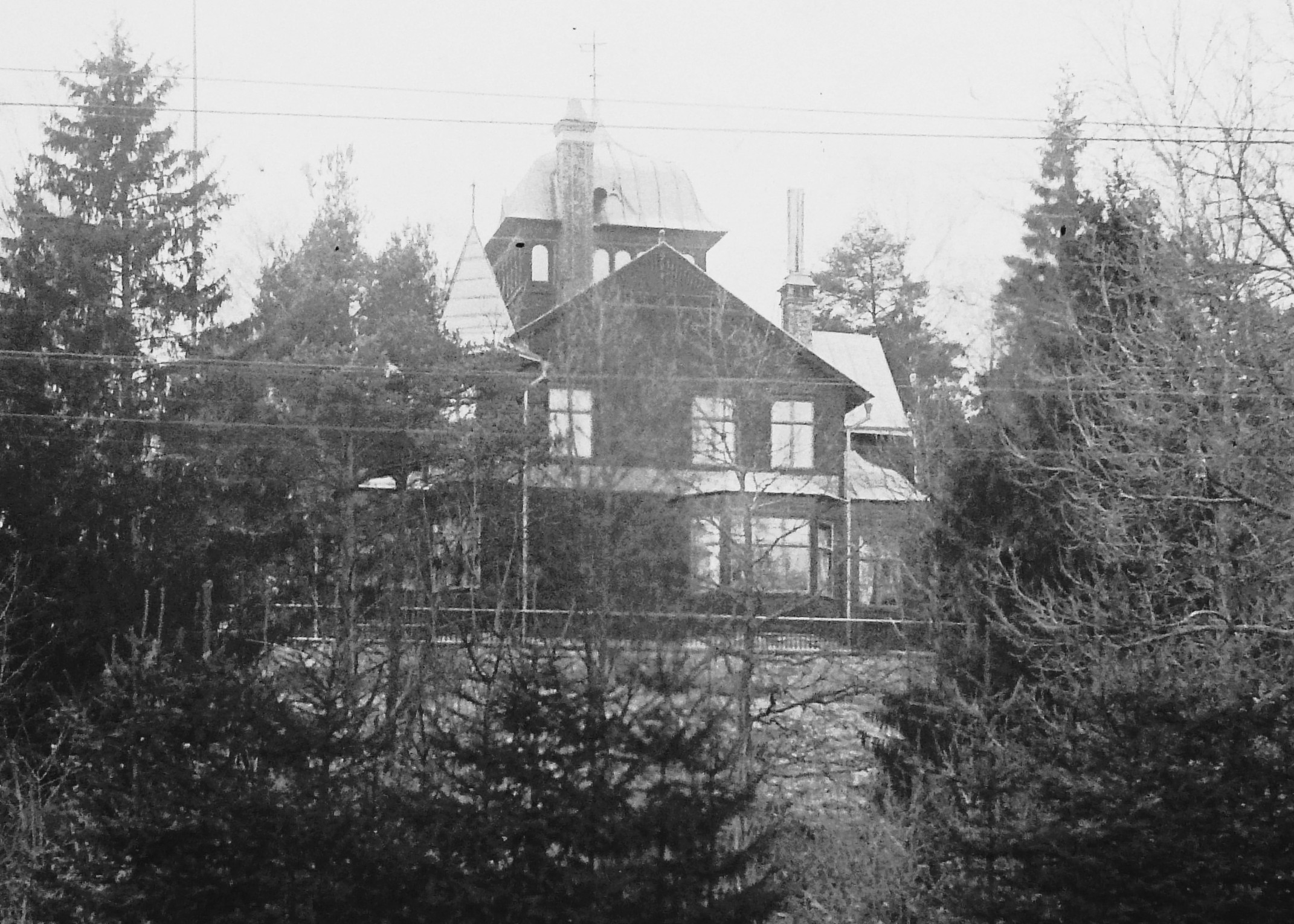
Gumperts villa omkring 1910.

Gumperts villa är en kulturhistoriskt intressant byggnad i kvarteret Audumbla på Tulevägen 12 i Djursholm, Danderyds kommun. Villan ritades 1894 av arkitekt Fredrik Lilljekvist för grosshandlaren Morris Gumpert. Byggnaden är av kommunen klassificerad som "omistlig".

## Beskrivning
Arkitekt Fredrik Lilljekvist var själv sedan 1893 bosatt på Samsö, Djursholm och 1894 fick han uppdraget av grosshandlaren Morris Gumpert att rita en villa åt honom på fastigheten Audumbla 2 med adress Tulevägen 12. 
Byggnaden gestaltades i nationalromantikens stil och uppfördes i två våningar med ett centralt anordnat trapptorn och ett mindre hörntorn. Sockeln består av kvaderhuggen natursten och fasaderna är klädda med stående och liggande pärlspontpanel samt spån. Dagens färgsättning är två olika bruntoner och röda fönstersnickerier. Taket är täckt med kopparplåt.
Samtliga rum grupperar sig kring ett centralt beläget trapphus och en stor hall. På bottenvåningen ritade Lilljekvist salong och matsal med direkt ingång från hallen. Från salongen når man ett kabinett och ett herrum med ett över hörn placerat burspråk, som utformades som ett litet hörntorn. På andra sidan om hallen, mot väst, finns kök med skafferi, serveringsrum  och jungfrukammare. På våning 1 trappa anordnades föräldrarnas sängkammare, tre barnkamrar, ett gästrum samt bad och toalett. Huset har en hel källarvåning som ursprungligen innehöll mat- och vinkällare, vedförråd och tvättstuga.

## Ritningar

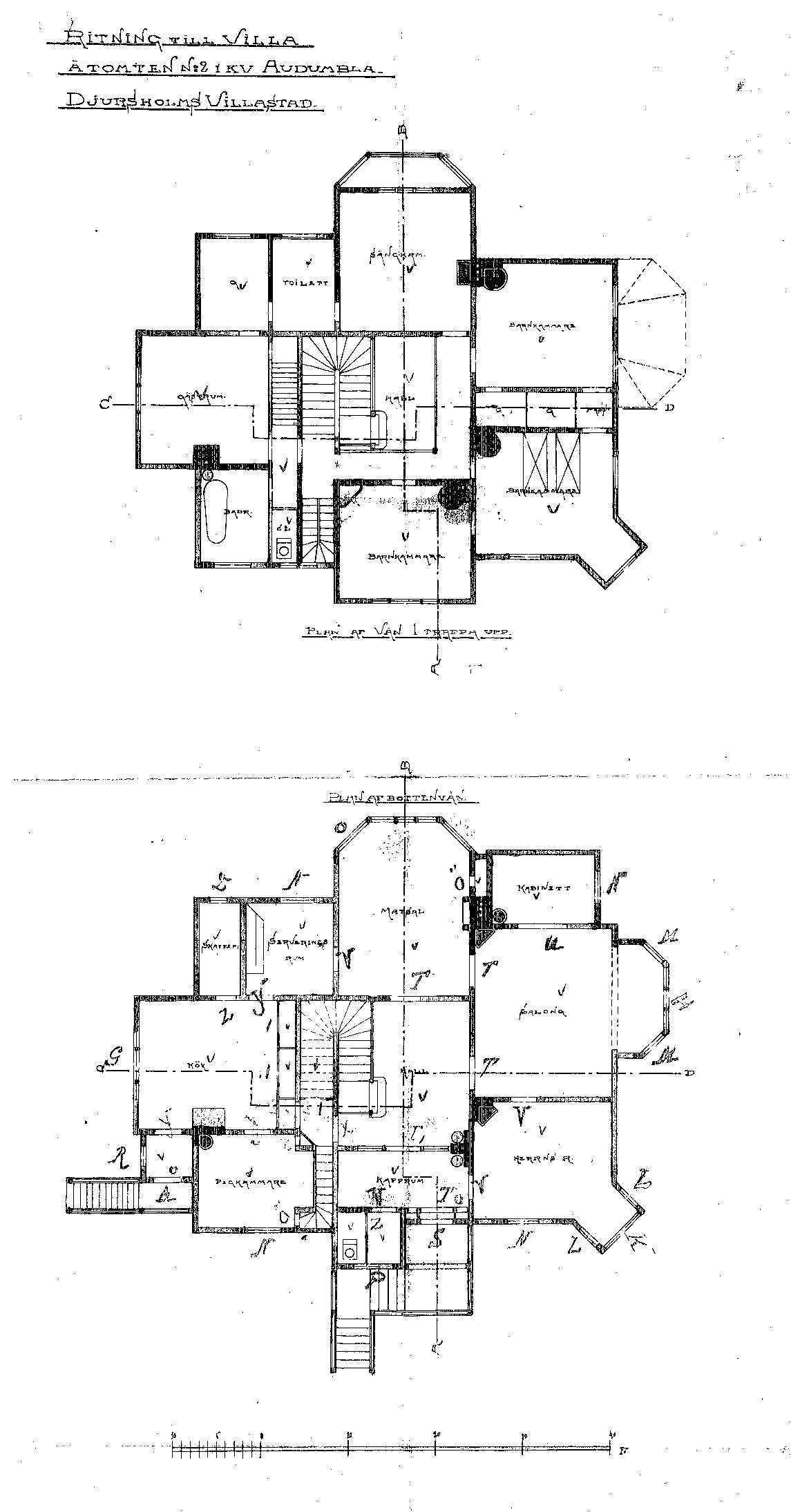
Planer
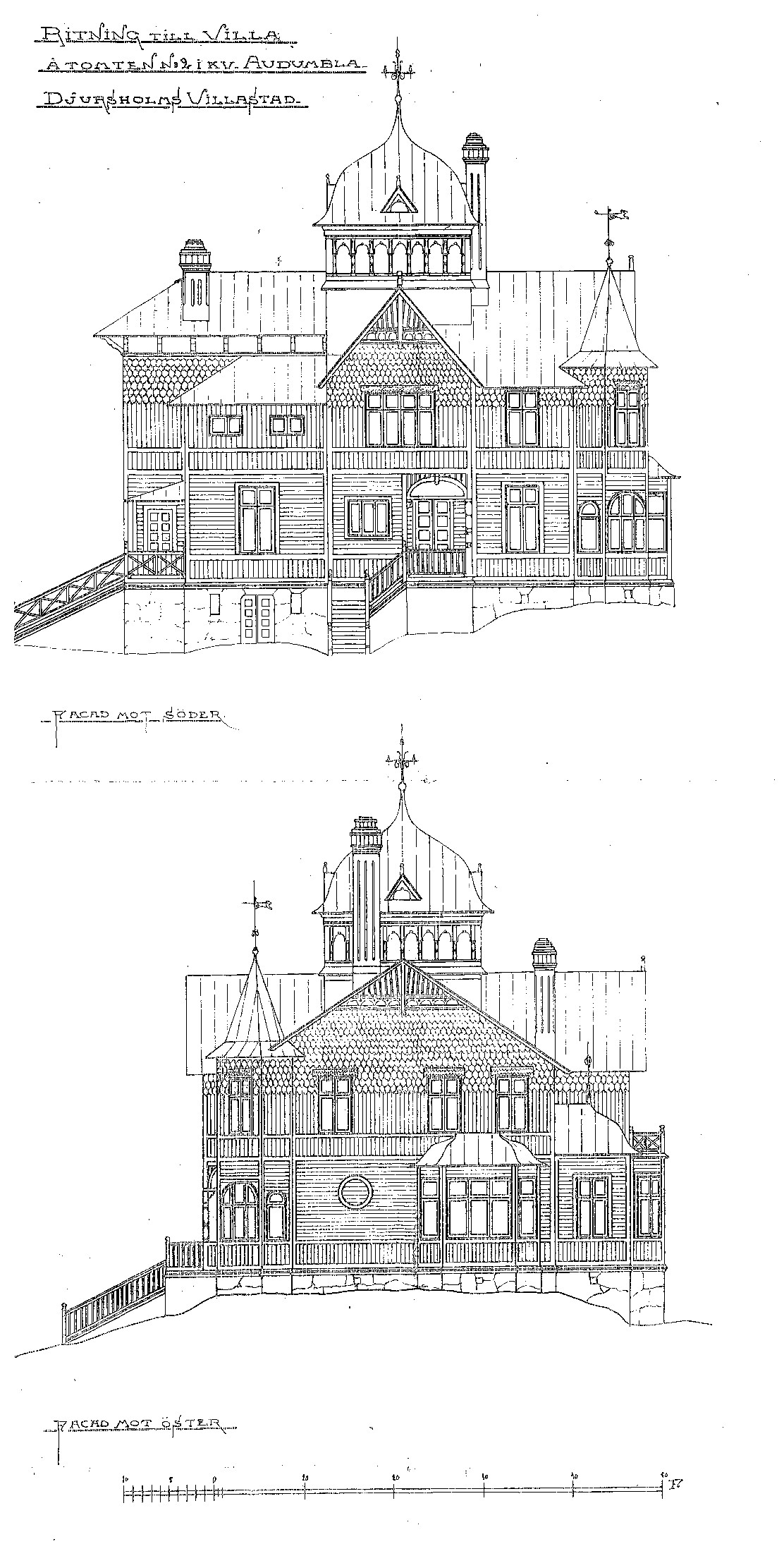
Fasader (söder och öster)
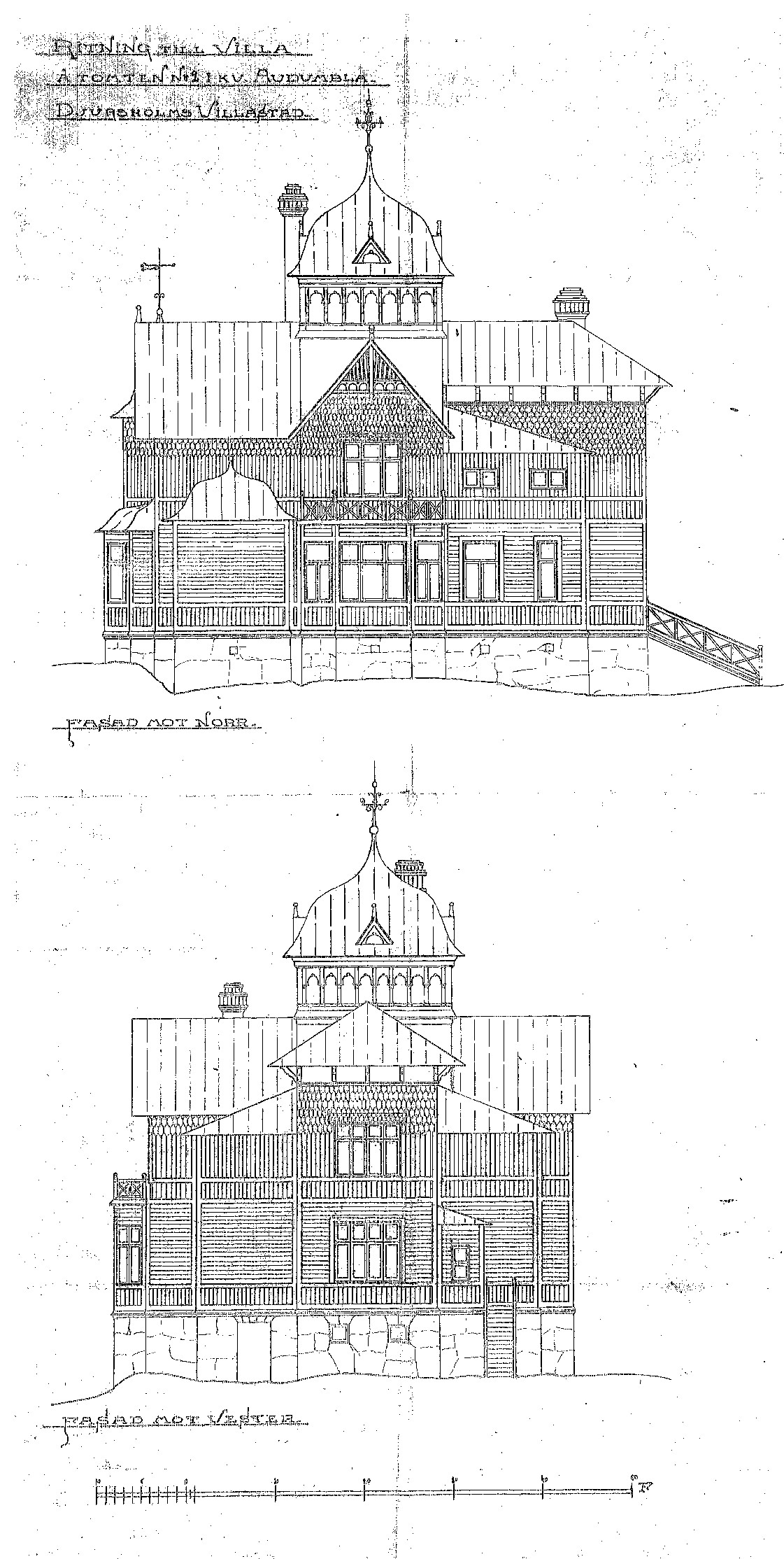
Fasader (norr och väster)
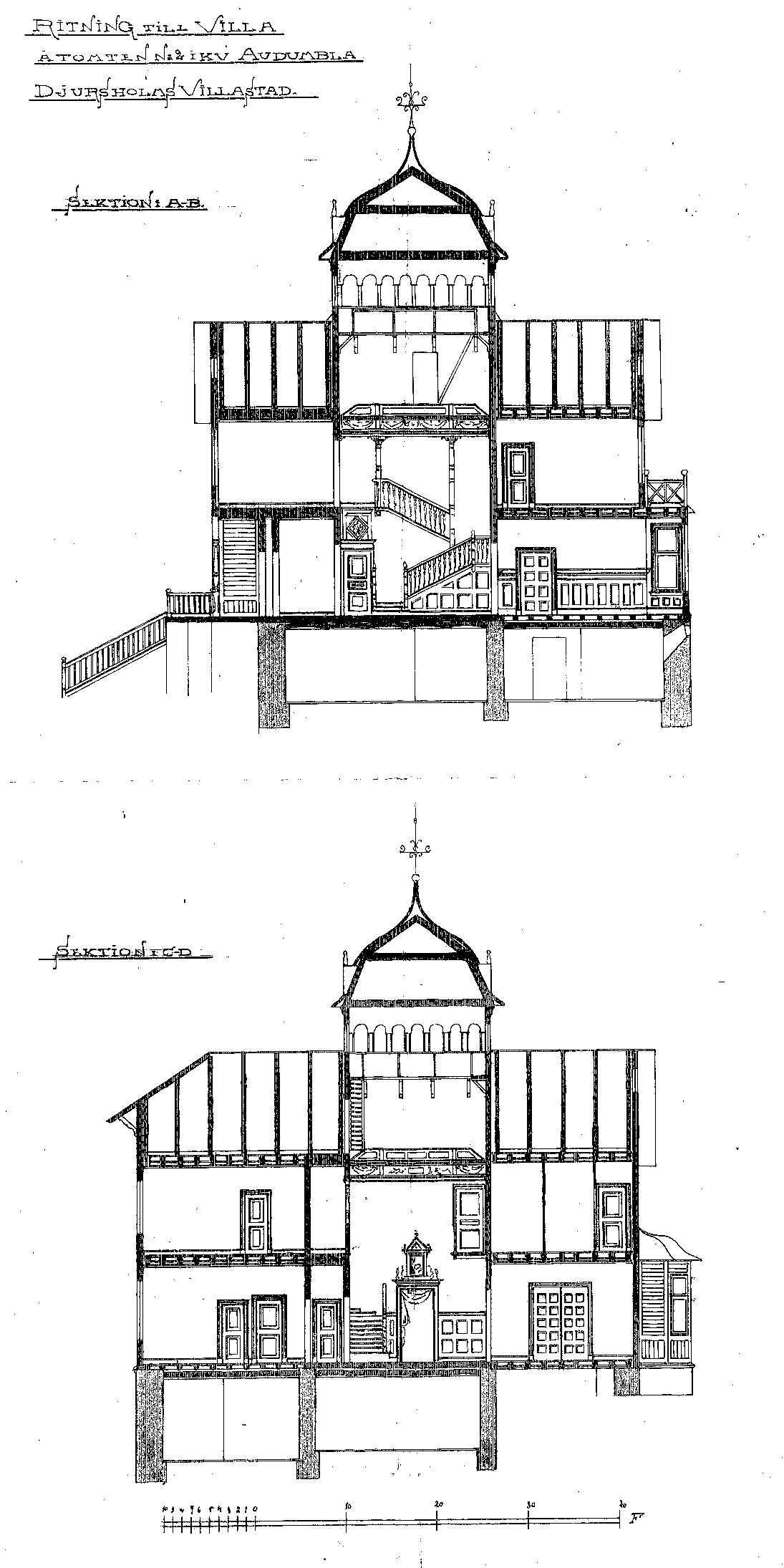
Sektioner